# Elizabeth Grant of Rothiemurchus
Elizabeth Smith (geborene Grant * 7. Mai 1797 in Edinburgh; † 6. November 1885 in Baltiboys, Blessington, County Wicklow), bekannt als The Highland Lady, war eine schottische Tagebuchautorin. Sie wird zur Unterscheidung von der gleichnamigen schottischen Liederdichterin, Elizabeth Grant of Carron (1745/46–1828), häufig als Elizabeth Grant of Rothiemurchus bezeichnet.
Elizabeth Grant wurde im Haus Nr. 5, Charlotte Square in Edinburgh geboren. Sie war das älteste der fünf Kinder des Juristen und Politikers Sir John Peter Grant aus dessen Ehe mit Jane Ironside. Sie verbrachte ihre Kindheit größtenteils in London und auf dem Erbgut der Familie in Rothiemurchus, Inverness-shire. Nachdem die politischen Ambitionen des Vaters fast das gesamte Vermögen aufgezehrt hatten, zog die Familie 1820 schließlich ganz nach Rothiemurchus.
Um den finanziellen Ruin abzuwenden, gingen die Grants 1827 nach Britisch-Indien, wo der Vater die Stelle eines Unterrichters in Bombay erhalten hatte. Hier lernte Elizabeth ihren späteren Ehemann, den Kavallerieoffizier Colonel Henry Smith, Gutsherr von Baltyboys House bei Blessington im irischen County Wicklow, kennen, den sie 1829 in Bombay heiratete. Im April 1830 kehrte das Ehepaar nach Irland zurück. Die nächsten 55 Jahre bis zu ihrem Tod verbrachte Elizabeth als Gutsherrin auf dem verarmten Gut ihres Ehemannes. Sie kümmerte sich um die Gutsverwaltung, erzog die Kinder Jane (* 1830), Anne (* 1832) und John (* 1838) und schrieb ihre Lebenserinnerungen nieder.

## Werke
- Memoirs of a highland lady: Elizabeth Grant of Rothiemurchus, herausgegeben von Andrew Tod, 2 Bände – Canongate, Edinburgh 1988, Neuauflage 1992
- The highland lady in Ireland, herausgegeben von Patricia Pelly und Andrew Tod – Canongate, Edinburgh 1991
- Memoirs of a highland lady, 1797–1827, herausgegeben von A. Davidson – J. Murray, London 1950
- A highland lady in France: Elizabeth Grant of Rothiemurchus, 1843–1845, herausgegeben von Patricia Pelly und Andrew Todd – Tuckwell, East Lothian 1996